# Корчик Віталій Андрійович
Віталій Андрійович Корчик (нар. 18 квітня 1984, Сарни, Рівненська область) — український політик. Народний депутат України 8-го скликання. Член Комітету Верховної Ради з питань транспорту.

## Життєпис
Закінчив Українську державну академію залізничного транспорту, «Автоматика та автомеханізація на транспорті» (2007).
Був інженером АТ «Мегабанк», другим секретарем Харківського міськкому СПУ, головою Харківської обласної організації Спілки молодих соціалістів, експертом із суспільно-політичних питань Департаменту регіональної політики Громадської організації «Фронт Змін».

## Парламентська діяльність
Був одним з 59 депутатів, що підписали подання, на підставі якого Конституційний суд України скасував статтю Кримінального колексу України про незаконне збагачення, що зобов'язувала держслужбовців давати пояснення про джерела їх доходів і доходів членів їх сімей. Кримінальну відповідальність за незаконне збагачення в Україні запровадили у 2015 році. Це було однією з вимог ЄС на виконання Плану дій з візової лібералізації, а також одним із зобов'язань України перед МВФ, закріпленим меморандумом.
Кандидат у народні депутати від партії «Українська Стратегія Гройсмана» на парламентських виборах 2019 року, № 30 у списку.